# John Dugger
 John Scott Dugger  (* 1948 in Bellflower, Kalifornien, USA) ist ein US-amerikanischer Konzept- und Objekt-Künstler, bekannt für seine teilweise riesigen Stoff-Banner-Bilder.

## Leben und Werk
John Scott Dugger studierte an der University of Chicago School of Arts Institute und am Gilmore Institute of Fine Arts in Kalamazoo.
Im Jahr 1967 ging er nach London. Dort war er in den späten 1960er Jahren Mitglied der Avantgarde-Gruppe Exploding Galaxy. Er stellte seine Arbeiten Perennials („Stauden“) in der Whitechapel Gallery im Jahr 1970 aus. Die Tankas und Ritualgegenstände, die er während seiner Reisen durch Nepal sammelte, die er mit dem Künstler David Medalla unternahm, wurden in der Hayward Gallery 1971 ausgestellt.
In den frühen 1970er Jahren, begann Dugger mit Stoff-Bannern zu arbeiten und versuchte, daraus organisierte Gruppenarbeiten unter Einbeziehung verschiedener Betrachter und Beteiligter zu machen.
Seine frühesten Skulpturen, die er als „ergonic“ oder Energie-Konstruktionen nannte, und sein People's Participation Pavilion wurden erstmals im Museum of Modern Art in Oxford und auf Documenta 5 in Kassel im Jahr 1972 in der Abteilung Individuelle Mythologie gezeigt.
Dugger reiste weit während dieser Zeit, er besuchte China während der Kulturrevolution, und er lebte in Asien, Paris und London. Seine Banner wurden von zahlreichen Institutionen und Organisationen, einschließlich des Arts Council of Great Britain, des House of Commons, der Gulbenkian-Stiftung und der Tate Gallery in London gekauft und gezeigt.
Die Mountain Banner Serie begann im Jahr 1985. Eines dieser Bilder wurde vom Dalai Lama erworben, der dies für seine Internationalen Jahr von Tibet im Jahr 1991 nutzte. Diese Arbeiten sind inspiriert von Duggers Leidenschaft für Bergsteigen, durch die Kunst des alten Tibet und China, und der westlichen Tradition der Expeditions-Zeichnungen.